# Абрахам, Паулос
Паулос Абрахам (швед. Paulos Abraham; род. 16 июля 2002, Стокгольм) — шведский футболист, нападающий клуба «Хаммарбю».

## Клубная карьера
Футболом начал заниматься с пяти лет. Является воспитанником «Броммапойкарны», в школу которой пришёл через два года, после чего прошёл путь от детской до основной команды. 8 февраля подписал профессиональный контракт с клубом. В конце февраля дебютировал за «Бромму» в игре кубка Швеции с «Сундсваллем». Абрахам вышел в стартовом составе и на 11-й минуте открыл счёт в матче.
17 марта 2020 года перешёл в другой стокгольмский клуб — АИК, подписав контракт на четыре года. Впервые за новую команду сыграл 14 июня в первом туре нового чемпионата. Во встрече с «Эребру» нападающий вышел в стартовом составе и провёл на поле весь матч.
1 февраля 2021 года перешёл в нидерландский «Гронинген» на правах аренды. 13 февраля дебютировал в чемпионате Нидерландов в матче с «ПЕК Зволле», появившись на поле на 78-й минуте, заменив Алессио да Круса.
9 января 2025 года перешёл в «Хаммарбю», подписав четырёхлетний контракт. 15 февраля дебютировал за клуб в матче Кубка Швеции против «Варберга» и забил дебютный гол.

## Карьера в сборной
В апреле 2018 года главный тренер юношеской сборной Швеции Ульф Кристиансон вызвал Абрахама на товарищеский турнир в Данию. Паулос принял участие в трёх встречах, но забитыми мячами не отметился. В 2019 году принял участие в двух товарищеских встречах в составе сборной до 17 лет.

## Статистика выступлений

### Клубная статистика
| Выступление      | Выступление      | Выступление      | Лига | Лига | Кубки | Кубки | Итого | Итого |
| Клуб             | Лига             | Сезон            | Игры | Голы | Игры  | Голы  | Игры  | Голы  |
| ---------------- | ---------------- | ---------------- | ---- | ---- | ----- | ----- | ----- | ----- |
| Броммапойкарна   | Суперэттан       | 2020             | 0    | 0    | 3     | 1     | 3     | 1     |
| Броммапойкарна   | Итого            | Итого            | 0    | 0    | 3     | 1     | 3     | 1     |
| АИК              | Аллсвенскан      | 2020             | 26   | 3    | 2     | 2     | 28    | 5     |
| АИК              | Итого            | Итого            | 26   | 3    | 2     | 2     | 28    | 5     |
| Гронинген        | Эредивизи        | 2020/21          | 14   | 2    | 0     | 0     | 14    | 2     |
| Гронинген        | Эредивизи        | 2021/22          | 29   | 0    | 2     | 0     | 31    | 0     |
| Гронинген        | Эредивизи        | 2022/23          | 8    | 0    | 1     | 0     | 9     | 0     |
| Гронинген        | Эредивизи        | 2023/24          | 6    | 1    | 0     | 0     | 6     | 1     |
| Гронинген        | Итого            | Итого            | 57   | 3    | 3     | 0     | 60    | 3     |
| Гётеборг         | Аллсвенскан      | 2024             | 22   | 7    | 0     | 0     | 22    | 7     |
| Гётеборг         | Итого            | Итого            | 22   | 7    | 0     | 0     | 22    | 7     |
| Всего за карьеру | Всего за карьеру | Всего за карьеру | 105  | 13   | 8     | 3     | 113   | 16    |